# LHA 115-S 30
Désignations
LHA 115-S 30, également désignée R20 ou RMC 20, est une supergéante rouge du Petit Nuage de Magellan, située dans la direction de la constellation du Toucan. Elle est localisée au bord de l'amas ouvert NGC 346,.
LHA 115-S 30 est une supergéante rouge de type spectral K5Ia-Iab et d'une température de surface de 4 180 K. Elle présente des variations de vitesse radiale qui pourraient indiquer qu'il s'agit d'une étoile binaire. L'étoile est également une variable à longue période avec une période de variation de 805 jours.